# Enes Begović
Enes Begović (* 6. Juni 1965 in Visoko, Jugoslawien) ist ein bosnischer Volkssänger der Narodna muzika. Außerdem ist er als Produzent und Songwriter tätig.

## Leben und Karriere
Begović wuchs in seiner Geburtsstadt Visoko auf, wo er auch seine Jugend verbrachte und die Hochschule besuchte. 1978 nahm er auch in einer Musikschule Gesangsunterricht, was sein Interesse an einer musikalischen Karriere verstärkte.
Im Jahr 1985 veröffentlichte Begović unter dem Namen Još samo jednom sjeti se („Erinnere dich ein letztes Mal“) sein erstes Studioalbum. 1987 folgte sein zweites Album Šta bih ja bez tebe („Was würde ich nur ohne dich tun“), auf dem sich der Song Siroce („Weise“) befindet, der ein kommerzieller Erfolg wurde. Drei Jahre später gelang ihm dann der musikalische Durchbruch mit dem Album und gleichnamigen Lied Bosanac („Bosnier“). Das Lied ist auch heute noch eines der gefragtesten und beliebtesten Lieder von Enes Begović und wird in seiner Heimat als Hymne bzw. Volkslied gefeiert.

## Diskografie

### Alben
- 1985: Još samo jednom sjeti se
- 1987: Šta bih ja bez tebe
- 1990: Bosanac
- 1991: Noćima nema kraja
- 1993: Noćna ptica
- 1995: Noći pune ljubavi
- 1997: Od života uzmi sve
- 1999: Oprosti joj, bože
- 2001: Samo jednom se živi
- 2002: Da se napijem
- 2004: Tako te volim
- 2006: Oči boje badema
- 2008: Za ljubav
- 2011: Lijepa je
- 2019: Dobro jutro ljubavi

### Singles (Auswahl)
- 1990: Bosanac
- 2002: Da Se Napijem
- 2004: Ni Na Nebu, Ni Na Zemlji